# Voodooism
A Voodooism egy  Lee "Scratch" Perry válogatáslemez 1996-ból.

## Számok
1. Psalms 20 – James Booms
2. Proverbs of Dub – The Upsetter
3. Better Future – Errol Walker
4. Future Dub – The Upsetter
5. River – Zap Pow
6. Rive Stone – The Upsetter
7. Freedom – Earl Sixteen
8. Right You – The Upsetter
9. Mash Down – Roots
10. Africa – The Hombres
11. Foundation Dub – The Upsetter
12. Voodooism – Leo Graham
13. Dubism – The Upsetter
14. African Style – The Black Notes
15. African Style (Version) – The Upsetter
16. Rasta Train – Lee & Jimmy
17. Yagga Yagga – Lee & Jimmy
18. Rise and Shine – Watty & Tony
19. Wolf Out Deh – Lloyd & Devon
20. Shepherd Rod – The Upsetter

## Külső hivatkozások
- https://web.archive.org/web/20071012182127/http://roots-archives.com/release/238